# Changmao (köpinghuvudort i Kina, Jiangsu Sheng, lat 34,22, long 119,58)
Changmao är en köpinghuvudort i Kina. Den ligger i provinsen Jiangsu, i den östra delen av landet, omkring 250 kilometer norr om provinshuvudstaden Nanjing. Antalet invånare är 34 797. Befolkningen består av 17 185 kvinnor och 17 612 män. Barn under 15 år utgör 22,0 %, vuxna 15-64 år 68 %, och äldre över 65 år 8,0 %.
Runt Changmao är det tätbefolkat, med 493 invånare per kvadratkilometer. Närmaste större samhälle är Xiaojian, 11,5 km sydost om Changmao. Trakten runt Changmao består till största delen av jordbruksmark.
Genomsnittlig årsnederbörd är 1 055 millimeter. Den regnigaste månaden är juli, med i genomsnitt 294 mm nederbörd, och den torraste är januari, med 14 mm nederbörd.